# Тюрлема (станция)
Тюрлема́ (чув. Тӗрлемес) — железнодорожная станция Казанского региона Горьковской железной дороги — филиала ОАО «РЖД».
Станция находится на линии Москва — Казань — Екатеринбург на расстоянии 727,7 км от Москвы в Козловском районе Чувашской Республики, в деревне Тюрлема.

## История
Возможно, станция построена во время строительства железнодорожной линии Алатырь — Шихраны (ныне Канаш) — Казань Московско-Казанской железной дороги в 1891-1894 годах.
В августе 1918 в Тюрлеме действуют части Свияжской группы войск Восточного фронта РККА. 27 августа 1918 отряд генерал-лейтенанта В. О. Каппеля Народной армии КОМУЧа взял станцию Тюрлема.

## Фотографии
- Станция Тюрлема
- Станция Тюрлема — билетная ж/д касса